# Carbonia
Carbonia (sardisk: Carbònia, Crabònia) er en by og en kommune (comune) i provinsen Sud Sardegna i regionen Sardinien i Italien. Byen ligger i 111 meters højde og har 28.581 indbyggere (2016). Kommunen har et areal på 145,54 km² og grænser til kommunerne Gonnesa, Iglesias, Narcao, Perdaxius, Portoscuso, San Giovanni Suergiu og Tratalias.